# Mojokendil
Mojokendil is een bestuurslaag in het regentschap Nganjuk van de provincie Oost-Java, Indonesië. Mojokendil telt 6364 inwoners (volkstelling 2010).